# Alessandra di Oldenburg
Alessandra di Oldenburg (nome completo Alexandra Friederike Wilhelmine von Holstein-Gottorp; San Pietroburgo, 2 giugno 1838 – Kiev, 25 aprile 1900) nata duchessa di Oldenburg divenne, per matrimonio, granduchessa di Russia come consorte di Nikolaj Nikolaevič Romanov e, in seguito alla rottura del matrimonio, si ritirò dalla vita di corte per farsi monaca.

## Biografia

### Famiglia d'origine
Alessandra era la maggiore degli otto figli di Pietro di Oldenburg (1812-1881) e della sua sposa Teresa di Nassau-Weilburg (1815-1871). I suoi nonni paterni erano il duca Giorgio di Holstein-Oldenburg (1784-1812) e la duchessa Ekaterina Pavlovna Romanova (1788-1819), nata granduchessa di Russia; quelli materni il duca Guglielmo di Nassau (1792-1839) e la sua prima moglie, la duchessa Luisa di Sassonia-Hildburghausen (1794-1825).
Nonostante appartenesse a una famiglia tedesca, Alessandra nacque e crebbe in Russia, poiché la sua famiglia era strettamente imparentata con la dinastia dei Romanov. Suo padre, che era una persona molto erudita e un filantropo, era anche nipote dello zar Paolo I di Russia e fece carriera militare nell'Esercito Imperiale Russo.

Alessandra crebbe con un esemplare modello di vita famigliare. I suoi genitori vigilarono attentamente sull'educazione dei loro figli, in particolare la loro figlia maggiore sviluppò interesse per lo studio della medicina e per i problemi sociali legati ai poveri.

La famiglia trascorreva gli inverni nella città di Peterhof e si trasferiva nella residenza di Kamenoi-Ostroff durante le estati.

### Matrimonio

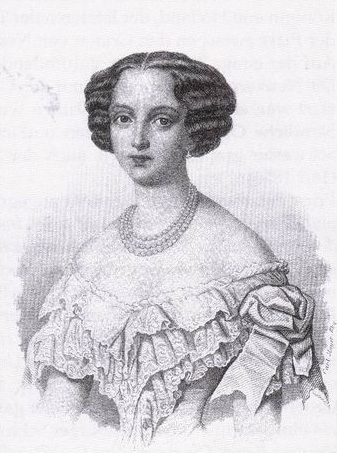
Alessandra di Oldenburg

Il padre di Alessandra organizzò uno splendido matrimonio per lei. Il 25 ottobre 1855 la fidanzò con il granduca Nicola di Russia, figlio dello zar Nicola I di Russia e della zarina Aleksandra Fëodorovna, nata Carlotta di Prussia. Alessandra, che era stata educata nella fede luterana, si convertì all'ortodossia il 7 gennaio del 1856, assumendo il nome di Aleksandra Petrovna.

Il matrimonio venne celebrato il 5 febbraio del 1856 a Peterhof. La coppia ebbe due figli:
- S.A.I il granduca Nicola il Giovane, nel 1907 sposò la principessa Anastasia del Montenegro (1868-1935);
- S.A.I il granduca Pëtr Nikolaevič, nel 1889 sposò la principessa Milica del Montenegro (1866-1951).

Alessandra era sensibile e poco sofisticata. Le piaceva la semplicità, preferiva vestire in modo modesto e cercava di evitare la vita pubblica. Dedicava gran parte del suo tempo alla religione e alla pratica della medicina. Era anche una pittrice di talento. Non era ritenuta bella, però la sua sincerità e i suoi modi gradevoli le attiravano molta simpatia. Fu molto considerata e apprezzata dalle sue cognate Maria Massimiliana d'Assia-Darmstadt e Alessandra di Sassonia-Altenburg.

In un primo tempo il marito accettò la sua idea di finanziare un ospedale nella città di San Pietroburgo nel quale, per volere di Alessandra, i poveri venivano curati gratuitamente. In seguito continuò lei da sola a finanziare il progetto. Fondò anche un istituto per la formazione delle infermiere, sempre nella città di San Pietroburgo.
Verso la fine dell'anno 1860 il suo matrimonio entrò in crisi, in quanto marito e moglie avevano poco in comune. Priva di fascino e poco amante della società Alessandra preferiva restare fuori dalla vita di corte. Questo irritava il marito che spesso si lamentava della sua poca bellezza e della sua modestia nel vestire. Dopo la sua conversione alla fede ortodossa gli unici interessi di Alessandra erano la religione e la medicina.

Ben presto Nikolaj iniziò una relazione stabile con Ekaterina Gawrilovna Tschislova, una ballerina del teatro di Krasnoe Selo, rapporto che il granduca non si curò di nascondere. Egli ebbe dall'amante cinque figli.
Secondo alcune fonti Alessandra, per reazione all'infedeltà del marito, nel 1868 diede alla luce un figlio illegittimo. Non si hanno però prove certe per dimostrare la veridicità di queste dicerie.

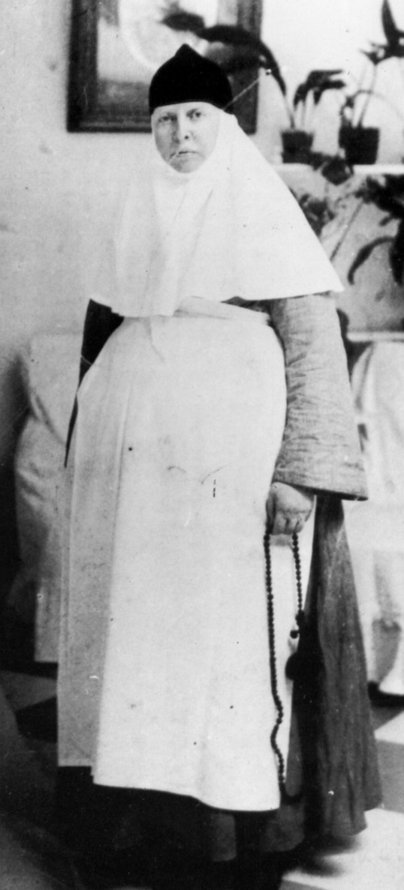
Sorella Anastasia.

Nel 1870 Alessandra passava lunghi periodi a Kiev, mentre il marito divideva la sua vita tra i figli avuti da lei e la sua seconda famiglia. Quando il granduca Nikolaj tentò di insignire l'amante e i figli da lei avuti di un titolo nobiliare, Alessandra si rivolse allo zar Alessandro II chiedendogli di intervenire. Lo Zar si limitò a suggerire al fratello di essere più discreto.

### Ultimi anni
Nel 1880 Alessandra lasciò definitivamente San Pietroburgo per iniziare una nuova vita a Kiev. In un primo tempo si stabilì nel palazzo Mariyinsky poi si ritirò in un convento. Non concesse il divorzio al marito e non lo perdonò. Quando egli morì nel 1891 in Crimea, Alessandra non assisté ai funerali e non gli rese nemmeno un ultimo omaggio quando il corteo funebre passò per la città di Kiev per arrivare alla Cattedrale dei Santi Pietro e Paolo di San Pietroburgo dove il Granduca doveva essere sepolto.

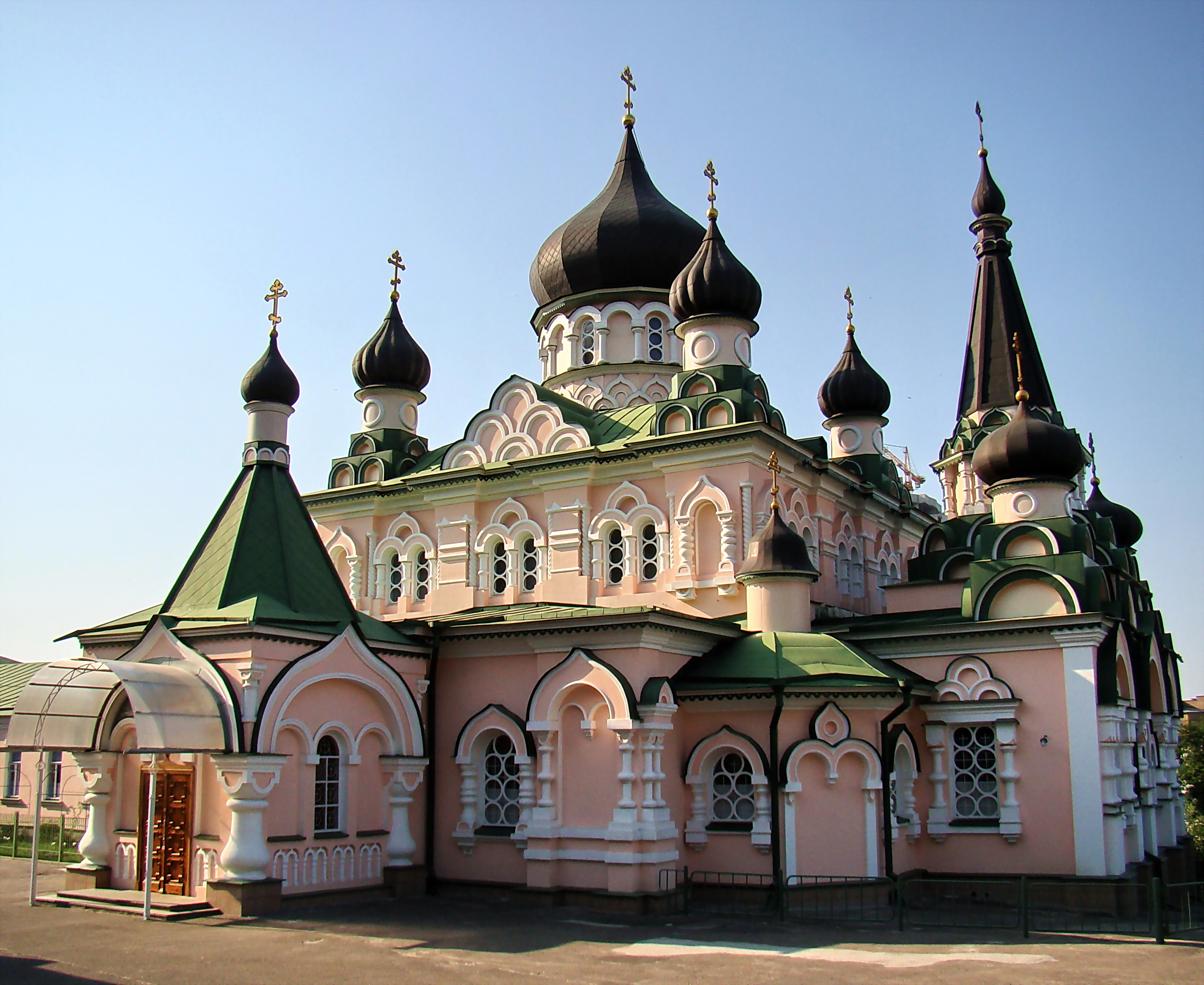
Chiesa dell'Intercessione della Vergine, presso il monastero Kievo Pechersky.

Alessandra, che aveva preso i voti diventando sorella Anastasia il 3 novembre del 1889, quando il marito era ancora in vita, fondò un convento di monache infermiere con un proprio ospedale e anche diversi ricoveri e dispensari per distribuire cure mediche gratuite ai poveri. Dedicò il resto della sua vita a queste opere e ai suoi figli.
Morì a causa di un tumore allo stomaco nel monastero di Kievo Pechersky di Kiev all'età di sessantuno anni. È sepolta nel giardino del convento.

## Ascendenza
|                                  |                                       |                                                      | Genitori                                        |  |  | Nonni |  |  | Bisnonni              |  |  | Trisnonni                            |  |
|                                  |                                       |                                                      |                                                 |  |  |       |  |  | Pietro I di Oldenburg |  |  | Giorgio Ludovico di Holstein-Gottorp |  |
|                                  |                                       |                                                      |                                                 |  |  |       |  |  | Pietro I di Oldenburg |  |  | Giorgio Ludovico di Holstein-Gottorp |  |
|                                  |                                       | Sofia Carlotta di Schleswig-Holstein-Sonderburg-Beck |                                                 |  |  |       |  |  | Pietro I di Oldenburg |  |  |                                      |  |
| Giorgio di Oldenburg             |                                       |                                                      |                                                 |  |  |       |  |  | Pietro I di Oldenburg |  |  |                                      |  |
|                                  |                                       | Federica Elisabetta di Württemberg                   | Federico II Eugenio di Württemberg              |  |  |       |  |  |                       |  |  |                                      |  |
|                                  |                                       | Federica Elisabetta di Württemberg                   | Federico II Eugenio di Württemberg              |  |  |       |  |  |                       |  |  |                                      |  |
|                                  |                                       | Federica Elisabetta di Württemberg                   | Federica Dorotea di Brandeburgo-Schwedt         |  |  |       |  |  |                       |  |  |                                      |  |
| Pietro di Oldenburg              |                                       | Federica Elisabetta di Württemberg                   |                                                 |  |  |       |  |  |                       |  |  |                                      |  |
|                                  |                                       | Paolo I di Russia                                    | Pietro III di Russia                            |  |  |       |  |  |                       |  |  |                                      |  |
|                                  |                                       | Paolo I di Russia                                    | Pietro III di Russia                            |  |  |       |  |  |                       |  |  |                                      |  |
|                                  |                                       | Paolo I di Russia                                    | Caterina II di Russia                           |  |  |       |  |  |                       |  |  |                                      |  |
| Ekaterina Pavlovna Romanova      |                                       | Paolo I di Russia                                    |                                                 |  |  |       |  |  |                       |  |  |                                      |  |
|                                  |                                       | Sofia Dorotea di Württemberg                         | Federico II Eugenio di Württemberg              |  |  |       |  |  |                       |  |  |                                      |  |
|                                  |                                       | Sofia Dorotea di Württemberg                         | Federico II Eugenio di Württemberg              |  |  |       |  |  |                       |  |  |                                      |  |
|                                  |                                       | Sofia Dorotea di Württemberg                         | Federica Dorotea di Brandeburgo-Schwedt         |  |  |       |  |  |                       |  |  |                                      |  |
| Alessandra di Oldenburg          |                                       | Sofia Dorotea di Württemberg                         |                                                 |  |  |       |  |  |                       |  |  |                                      |  |
|                                  | Federico Guglielmo di Nassau-Weilburg | Carlo Cristiano di Nassau-Weilburg                   |                                                 |  |  |       |  |  |                       |  |  |                                      |  |
|                                  | Federico Guglielmo di Nassau-Weilburg | Carlo Cristiano di Nassau-Weilburg                   |                                                 |  |  |       |  |  |                       |  |  |                                      |  |
|                                  | Federico Guglielmo di Nassau-Weilburg | Carolina d'Orange-Nassau                             |                                                 |  |  |       |  |  |                       |  |  |                                      |  |
| Guglielmo di Nassau              | Federico Guglielmo di Nassau-Weilburg |                                                      |                                                 |  |  |       |  |  |                       |  |  |                                      |  |
|                                  |                                       | Luisa Isabella di Kirchberg                          | Guglielmo Giorgio di Kirchberg                  |  |  |       |  |  |                       |  |  |                                      |  |
|                                  |                                       | Luisa Isabella di Kirchberg                          | Guglielmo Giorgio di Kirchberg                  |  |  |       |  |  |                       |  |  |                                      |  |
|                                  |                                       | Luisa Isabella di Kirchberg                          | Isabella Augusta di Reuss-Greiz                 |  |  |       |  |  |                       |  |  |                                      |  |
| Teresa di Nassau-Weilburg        |                                       | Luisa Isabella di Kirchberg                          |                                                 |  |  |       |  |  |                       |  |  |                                      |  |
|                                  |                                       | Federico di Sassonia-Altenburg                       | Ernesto Federico III di Sassonia-Hildburghausen |  |  |       |  |  |                       |  |  |                                      |  |
|                                  |                                       | Federico di Sassonia-Altenburg                       | Ernesto Federico III di Sassonia-Hildburghausen |  |  |       |  |  |                       |  |  |                                      |  |
|                                  |                                       | Federico di Sassonia-Altenburg                       | Ernestina Augusta di Sassonia-Weimar            |  |  |       |  |  |                       |  |  |                                      |  |
| Luisa di Sassonia-Hildburghausen |                                       | Federico di Sassonia-Altenburg                       |                                                 |  |  |       |  |  |                       |  |  |                                      |  |
|                                  |                                       | Carlotta di Meclemburgo-Strelitz                     | Carlo II di Meclemburgo-Strelitz                |  |  |       |  |  |                       |  |  |                                      |  |
|                                  |                                       | Carlotta di Meclemburgo-Strelitz                     | Carlo II di Meclemburgo-Strelitz                |  |  |       |  |  |                       |  |  |                                      |  |
|                                  |                                       | Carlotta di Meclemburgo-Strelitz                     | Federica d'Assia-Darmstadt                      |  |  |       |  |  |                       |  |  |                                      |  |
|                                  |                                       | Carlotta di Meclemburgo-Strelitz                     |                                                 |  |  |       |  |  |                       |  |  |                                      |  |